# Greta Scacchi
Greta Scacchi, född 18 februari 1960 i Milano, är en italiensk-australisk skådespelare.
Scacchi föddes i Italien till en italiensk far och en engelsk mor men flyttade efter föräldrarnas skilsmässa då hon var fyra till England och år 1975 vidare till Australien. Hennes första film var år 1982 den tyska skräckfilmen Das zweite Gesicht där hon spelade den kvinnliga huvudrollen Anna. Huvudroller fick hon spela även år 1985 i Dušan Makavejevs romantiska komedi The Coca-Cola Kid och följande år i den brittisk-amerikanska thrillern Defence of the Realm.
År 1996 tilldelades Scacchi en Emmy Award för enastående kvinnlig biroll i miniserie eller film för rollen som Alexandra av Hessen i TV-filmen Rasputin. Scacchi har under åren medverkat i flera filmer; år 2003 spelade hon huvudrollen som Julia i den tysk-brittiska filmen om Estoniakatastrofen, Baltic Storm.
Scacchi har sedan 1995 dubbelt medborgarskap då hon fick sitt australiska pass och valde dessutom att behålla sitt italienska medborgarskap. Hon talar engelska, franska, tyska och italienska.

## Filmografi i urval
- 1983 – Hetta
- 1985 – The Coca-Cola Kid
- 1986 – Defence of the Realm
- 1987 – White Mischief
- 1987 – Good morning Babilonia
- 1990 – Misstänkt för mord
- 1991 – Dödligt spel
- 1992 – Spelaren
- 1994 – Skuggan av en man
- 1995 – Jefferson i Paris
- 1996 – Rasputin (TV-film)
- 1996 – Emma
- 1996 – Idioternas afton (ej krediterad)
- 1997 – The Serpent's Kiss
- 1997 – Odysséen (TV-miniserie)
- 1998 – Den röda fiolen
- 2000 – Vem är Alibrandi?
- 2002 – Daniel Deronda (TV-miniserie)
- 2003 – Baltic Storm
- 2004 – Beyond the Sea
- 2005 – Flightplan
- 2006 – The Book of Revelation
- 2007 – Shoot on Sight
- 2007 – Jane Austens ånger (TV-film)
- 2008 – En förlorad värld
- 2014 – The Falling
- 2016 – The White King
- 2016 – Krig och fred (TV-miniserie)
- 2017 – Versailles (TV-serie) (fyra avsnitt)
- 2017 – La ragazza nella nebbia